# Canon EOS 20D
Canon EOS 20D är en digital systemkamera från Canon som introducerades i november 2004. Den innehåller bland andra följande nyheter jämfört med föregångaren Canon EOS 10D:
- 8,2 MPixel (10D: 6,3 MP)
- Stöd för den nya EF-S-objektivfattningen. Kameran stödjer dock fortfarande alla EF-objektiv
- 9-punkters autofokus
- 5 bilder/sekund med buffert för totalt 23 bilder
- Kameran startar snabbare än föregångaren, på 0,2 s
- Ny och bättre processor, DIGIC II
- Snabbare slutare, upp till 1/8000 s
- Snabbare överföring från kamera till dator tack vare stöd för USB 2.0
- Något mindre och 105 g lättare